# Calamandrana
Calamandrana är en ort och kommun i provinsen Asti i regionen Piemonte i Italien. Kommunen hade 1 730 invånare (2018).